# Kravljak (żupania zagrzebska)
Kravljak – wieś w Chorwacji, w żupanii zagrzebskiej, w mieście Samobor. W 2011 roku liczyła 15 mieszkańców.